# 2-アミノムコン酸
2-アミノムコン酸（2-アミノムコンさん、2-aminomuconic acid）は、トリプトファン分解酵素による代謝中間体の一つ。